# Französische Badmintonmeisterschaft 1994
Die Französische Badmintonmeisterschaft 1994 fand in Strasbourg statt. Es war die 45. Austragung der nationalen Titelkämpfe im Badminton in Frankreich.

## Titelträger
| Disziplin    | Sieger                              |
| ------------ | ----------------------------------- |
| Herreneinzel | Etienne Thobois                     |
| Dameneinzel  | Sandra Dimbour                      |
| Herrendoppel | Christophe Jeanjean Manuel Dubrulle |
| Damendoppel  | Sandra Dimbour Christelle Mol       |
| Mixed        | Manuel Dubrulle Virginie Delvingt   |